# Мора (река)
Мора (англ. Mora River) — река, протекающая в округах Мора и Сан-Мигель, штат Нью-Мексико. Имеет длину более 160 км (100 миль), согласно некоторым источникам — 187 км (116 миль). Площадь водосборного бассейна — 3823 км² (1476 кв. миль).
Мора начинается в горах Сангре-де-Кристо. Течёт сначала на юг до города Мора, потом поворачивает на восток. Протекает по высоким равнинам штата Нью-Мексико. Является притоком Канейдиан-Ривер.
Основные притоки — Педросо-Крик (пр.), Вулф-Крик (лв.), Сапельо (пр.), Койот-Крик (лв.).
Обитающая в реке рыба Phoxinus erythrogaster является охраняемым видом.
Климат — альпийский в горах и полуаридный на равнинах. Растительность в горах — леса из псевдотсуги, пихты одноцветной и шершавоплодной, ели голубой и Энгельмана, тополя осинообразного и дуба Гамбела. В равнинной части — прерии.